# Andreas Michalakopoulos

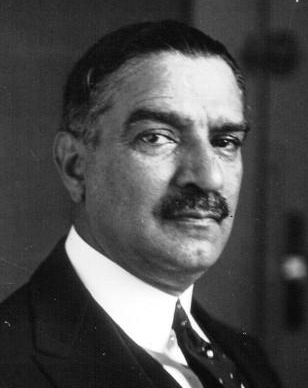
Andreas Michalakopoulos (1927)

Andreas Michalakopoulos (griechisch Ανδρέας Μιχαλακόπουλος, * 1875 oder 1876 in Patras; † 7. März 1938 in Athen) war ein griechischer Politiker und ehemaliger Ministerpräsident.

## Studium
Nach der Schulausbildung begann er eine militärische Ausbildung an der Militärakademie, die er als Jahrgangsbester abschloss. Zugleich absolvierte er ein Studium der Rechtswissenschaften, das er nach dem Tode seines Vaters durch ein Stipendium von König Georg I. abschließen konnte. Später absolvierte er Postgraduiertenstudien an Universitäten in Frankreich, Deutschland und Athen.

## Politische Laufbahn
Michalakopoulos war ein hochrangiges Mitglied der Liberalen Partei (Komma Fileleftheron) und über zwanzig Jahre ein enger Verbündeter von deren Gründer Eleftherios Venizelos. Seine politische Laufbahn begann 1911 mit seiner Wahl zum Abgeordneten der Nationalversammlung (Voulí ton Ellínon).
1912 erfolgte seine Ernennung zum Wirtschaftsminister. Dieses Amt übte er bis 1916 mit kurzen Unterbrechungen in den Kabinetten von Venizelos und Alexandros Zaimis aus. In deren Kabinetten war er 1917 bis 1918 und 1920 auch Landwirtschaftsminister sowie 1918 Verteidigungsminister.
1924 gründete er die Partei der konservativen Liberalen (Syntiritiko Demokratikon Komma), die bei den folgenden Wahlen immer nur wenige Parlamentssitze erringen konnte. Vom 7. Oktober 1924 bis zum 26. Juni 1925 war er schließlich selbst Ministerpräsident und Außenminister. In diesem Amt folgte ihm General Theodoros Pangalos, der kurz vorher die Macht ergriffen hatte.
In den nachfolgenden Jahren war er noch weitere vier Mal Außenminister in den Kabinetten von Zaimis (1926 bis 1928) und Venizelos (1929 bis 1932, 1932 und 1933). In dieser Funktion war er Mitglied der griechischen Delegation bei den Verhandlungen zum Vertrag von Sèvres (1920) sowie zum Vertrag von Lausanne (1923). Später war er neben Venizelos am 30. Oktober 1930 Mitunterzeichner des Vertrages von Ankara, der ersten Freundschaftsvereinbarung nach dem Ende des Griechisch-Türkischen Krieges von 1919 bis 1922.
Während der Diktatur von General Ioannis Metaxas stand er seit 1936 unter Hausarrest und war zugleich mit einem politischen Betätigungsverbot belegt.